# Nobuyuki Wakai
Nobuyuki Wakai (若井伸之?, Wakai Nobuyuki; Chiba, 25 luglio 1967 – Jerez de la Frontera, 1º maggio 1993) è stato un pilota motociclistico giapponese.

## Carriera
Corre nel 1990 il Gran Premio casalingo a bordo di una Honda nella classe 125 del motomondiale, ottenendo 3 punti.
Nel 1991 diventa pilota titolare, correndo sempre a bordo di una Honda e ottenendo un terzo posto in Malesia. Termina la stagione al 10º posto con 60 punti.
Nel 1992 ottiene un terzo posto in Giappone e termina la stagione al 10º posto con 52 punti. Nello stesso anno, nel Gran Premio di Germania, corre in due classi: oltre che nelle ottavo di litro, anche in 250, sostituendo l'infortunato Wilco Zeelenberg a bordo di una Suzuki e ottenendo 4 punti.
Nel 1993 diventa pilota titolare in 250, correndo a bordo di una Suzuki. Nelle qualifiche del GP di Spagna, all'uscita dai box investe un tifoso italiano amico del motociclista Loris Reggiani, andando a sbattere la testa contro lo spigolo del muretto dei box: muore in ospedale a soli 25 anni alle ore 19:30, anche se era già stato giudicato clinicamente morto prima dell'arrivo in ospedale.

## Risultati nel motomondiale

### Classe 125
| 1990 | Classe | Moto  |    |    |  |  |  |  |  |  |  |  |  |  |  |  |  | Punti | Pos. |
| ---- | ------ | ----- | -- | -- |  |  |  |  |  |  |  |  |  |  |  |  |  | ----- | ---- |
| 1990 | 125    | Honda | 13 | NE |  |  |  |  |  |  |  |  |  |  |  |  |  | 3     | 34º  |

| 1991 | Classe | Moto  |    |  |    |    |   |   |    |     |    |   |     |     |   |    |   | Punti | Pos. |
| ---- | ------ | ----- | -- |  | -- | -- | - | - | -- | --- | -- | - | --- | --- | - | -- | - | ----- | ---- |
| 1991 | 125    | Honda | 12 |  | NE | 21 | 6 | 9 | 12 | Rit | 15 | 8 | Rit | Rit | 5 | NE | 3 | 60    | 10º  |

| 1992 | Classe | Moto  |   |   |     |   |    |   |   |     |   |   |    |   |     |  |  | Punti | Pos. |
| ---- | ------ | ----- | - | - | --- | - | -- | - | - | --- | - | - | -- | - | --- |  |  | ----- | ---- |
| 1992 | 125    | Honda | 3 | 4 | Rit | 5 | 10 | 9 | 9 | Rit | 4 | 8 | 10 | 8 | Rit |  |  | 52    | 10º  |

| Legenda | 1º posto        | 2º posto            | 3º posto            | A punti      | Senza punti        | Grassetto – Pole position Corsivo – Giro più veloce |
| Legenda | Gara non valida | Non qual./Non part. | Ritirato/Non class. | Squalificato | '-' Dato non disp. | Grassetto – Pole position Corsivo – Giro più veloce |

### Classe 250
| 1992 | Classe | Moto   |  |  |  |  |  |  |   |  |  |  |  |  |  |  |  | Punti | Pos. |
| ---- | ------ | ------ |  |  |  |  |  |  | - |  |  |  |  |  |  |  |  | ----- | ---- |
| 1992 | 250    | Suzuki |  |  |  |  |  |  | 7 |  |  |  |  |  |  |  |  | 4     | 18º  |

| 1993 | Classe | Moto   |    |     |    |    |  |  |  |  |  |  |  |  |  |  |  | Punti | Pos. |
| ---- | ------ | ------ | -- | --- | -- | -- |  |  |  |  |  |  |  |  |  |  |  | ----- | ---- |
| 1993 | 250    | Suzuki | 21 | Rit | 28 | NP |  |  |  |  |  |  |  |  |  |  |  | 0     |      |

| Legenda | 1º posto        | 2º posto            | 3º posto            | A punti      | Senza punti        | Grassetto – Pole position Corsivo – Giro più veloce |
| Legenda | Gara non valida | Non qual./Non part. | Ritirato/Non class. | Squalificato | '-' Dato non disp. | Grassetto – Pole position Corsivo – Giro più veloce |